# Santa Cruz das Flores
Santa Cruz de las Flores es una ciudad en la isla de las Flores, en el archipiélago de Azores, cuya población es de 2493 habitantes (2001). Dentro del municipio se encuentra el aeropuerto de Flores.
Santa Cruz de las Flores tiene una escuela, un liceo, un gimnasio, los bancos, un correos, un puerto pequeño y una plaza (praça).

## Geografía
Las 4 parroquias de Santa Cruz de las Flores incluyen:
| Parroquia                | Población | Área              | Densidad     | Altitud | Localización                        |
| ------------------------ | --------- | ----------------- | ------------ | ------- | ----------------------------------- |
| Caveira                  | 78        | 3,29 km²/329 ha   | 23,7 hab/km² | -       | -                                   |
| Cedros                   | 152       | 10,55 km²/1055 ha | 14,4 hab/km² | -       | -                                   |
| Ponta Delgada            | 453       | 18,72 km²/1872 ha | 24,2 hab/km² | -       | -                                   |
| Santa Cruz de las Flores | 1810      | 39,55 km²/3955 ha | 45,8 hab/km² | 0 m     | 39,45 (39°27') N 31,11667 (31°7') O |